# Leonardo (ur. 1980)
Leonardo Ferreira da Silva, Léo (ur. 19 lipca 1980 w Alagoinhas) – brazylijski piłkarz grający na pozycji napastnika.
Zanim zimą 2003 roku trafił do Polski występował w brazylijskim CS Alagoano z siedzibą w Maceió. W Polsce grał przez rok w GKSie Katowice. Wystąpił w 9 spotkaniach Ekstraklasy i zdobył jedną bramkę (22 marca 2003 roku w wygranym 1-0 przez GKS spotkaniu z Lechem Poznań). Później wrócił do swojego rodzinnego kraju i grał w Brasília FC. Następnie występował na boiskach w Zjednoczonych Emiratach Arabskich w drużynie Al-Szaab SC. Po czym przeniósł się Corinthians Alagoano.